# Laser
Pour les articles homonymes, voir Laser (homonymie).

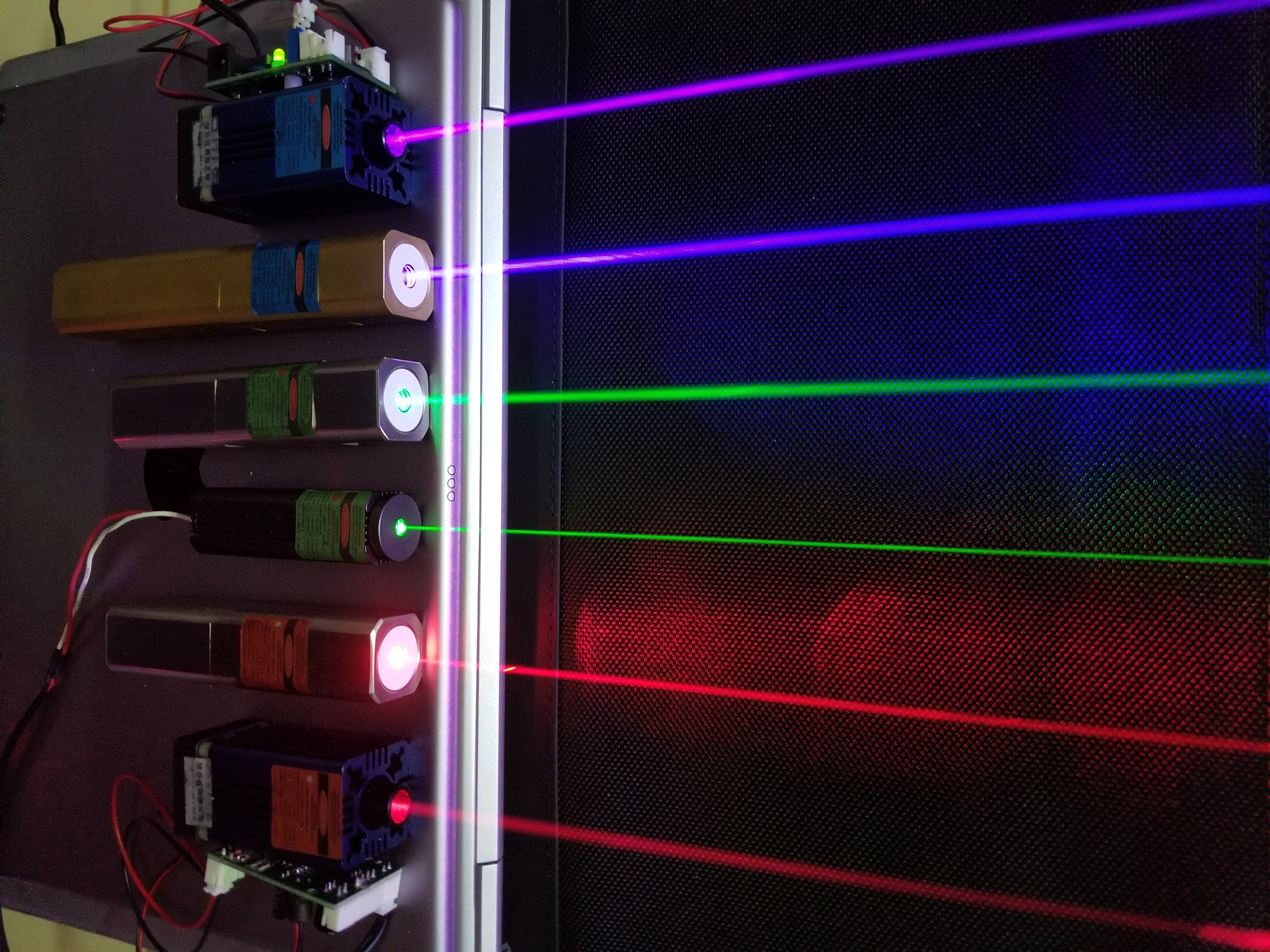
Lasers rouges (660 & 635 nm), verts (532 & 520 nm) et bleus (445 & 405 nm).

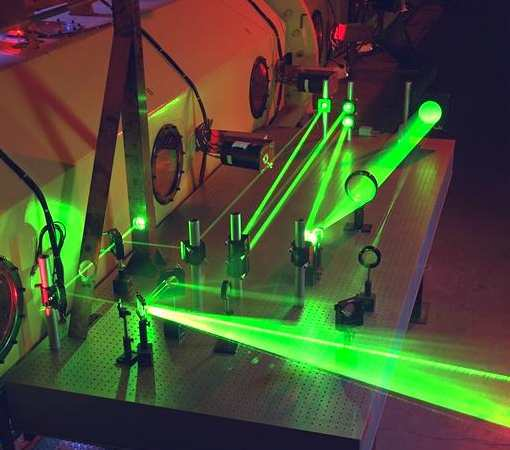
Rayon laser à travers un dispositif optique.

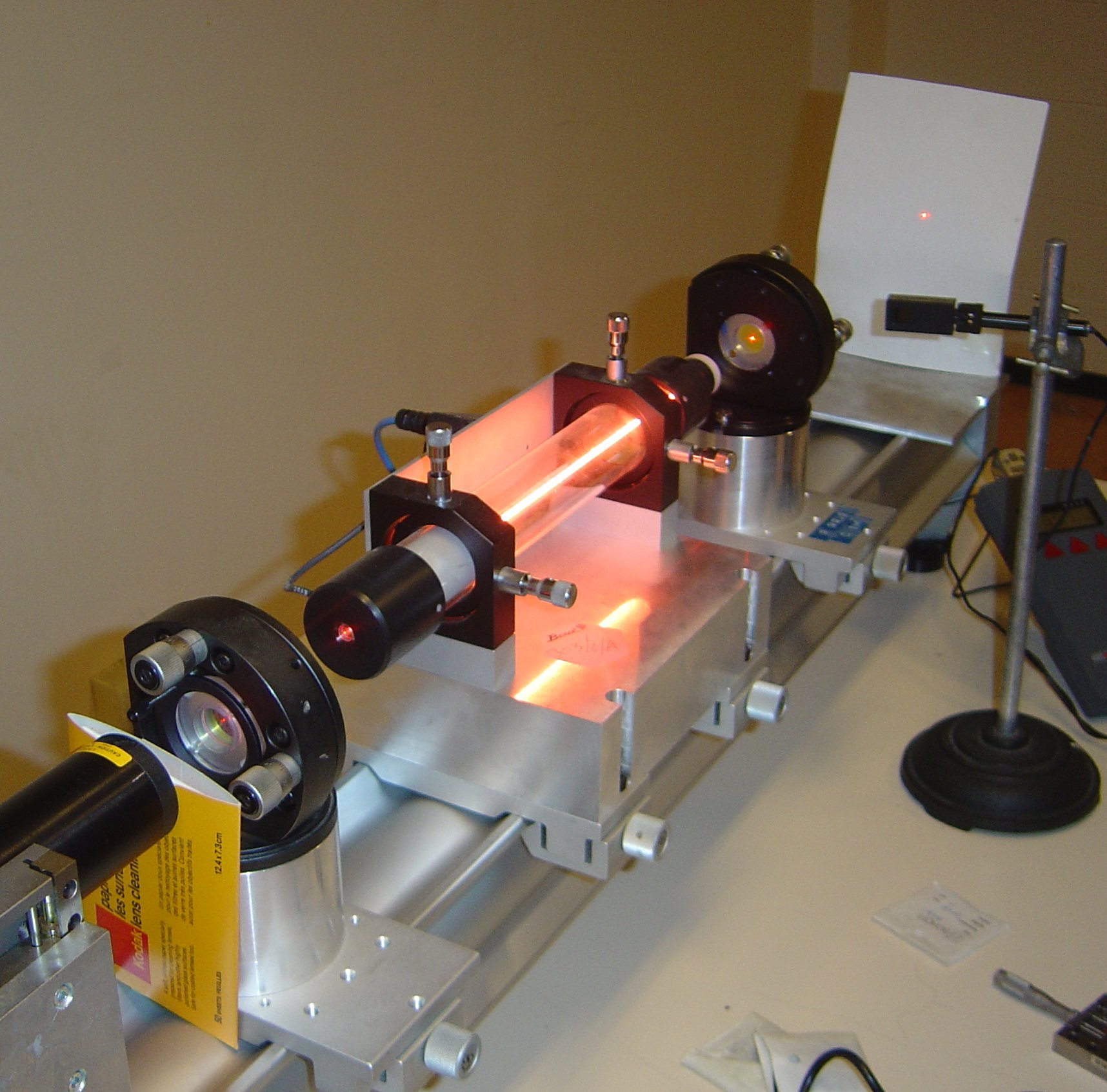
Démonstration de laser hélium-néon au laboratoire Kastler-Brossel à l'Université Pierre-et-Marie-Curie.

Un laser (acronyme issu de l'anglais  light
 amplification by
 stimulated  emission of  radiation qui signifie « amplification de la lumière par émission stimulée de radiation ») est un système photonique. Il s'agit d'un appareil qui produit un rayonnement lumineux spatialement et temporellement cohérent reposant sur le processus d'émission stimulée. La lumière du laser est aussi appelée lumière cohérente. Descendant du maser, le laser s'est d'abord appelé « maser optique ».
Une source laser associe un amplificateur optique à une cavité optique, encore appelée résonateur, généralement constituée de deux miroirs, dont un au moins est partiellement réfléchissant, c'est-à-dire qu'une partie de la lumière sort de la cavité et l'autre partie est réinjectée vers l'intérieur de la cavité laser. Avec certaines longues cavités, la lumière laser peut être extrêmement directionnelle. Les caractéristiques géométriques de cet ensemble imposent que le rayonnement émis soit d'une grande pureté spectrale, c’est-à-dire temporellement cohérent. Le spectre du rayonnement contient en effet un ensemble discret de raies très fines, à des longueurs d'onde définies par la cavité et le milieu amplificateur. La finesse de ces raies est cependant limitée par la stabilité de la cavité et par l'émission spontanée au sein de l'amplificateur (bruit quantique). Différentes techniques permettent d'obtenir une émission autour d'une seule longueur d'onde.
Au XXIe siècle, le laser est plus généralement vu comme une source possible pour tout rayonnement électromagnétique, dont fait partie la lumière. Les longueurs d'onde concernées étaient d'abord les micro-ondes (maser), puis elles se sont étendues aux domaines de l'infrarouge, du visible, de l'ultraviolet et commencent même à s'appliquer aux rayons X.

## Histoire

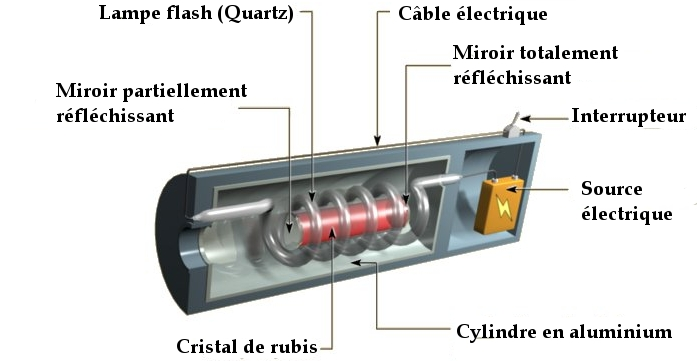
Coupe d'un laser rubis.

Le principe de l’émission stimulée (ou émission induite) est décrit dès 1917 par Albert Einstein. En 1950, Alfred Kastler (lauréat du prix Nobel de physique en 1966) propose un procédé de pompage optique, qu'il valide expérimentalement, deux ans plus tard, avec Brossel et Winter. Mais ce n'est qu'en 1953 que le premier maser (au gaz ammoniac) est conçu par J. P. Gordon, H. J. Zeiger et Ch. H. Townes. Au cours des années suivantes, de nombreux scientifiques tels N. G. Bassov, Alexandre Prokhorov, Arthur Leonard Schawlow et Charles H. Townes contribuent à adapter ces théories aux longueurs d'onde du visible. Townes, Bassov et Prokhorov partagent le prix Nobel de physique en 1964 pour leurs travaux fondamentaux dans le domaine de l'électronique quantique, qui mènent à la construction d'oscillateurs et d'amplificateurs exploitant le principe du maser-laser. En 1960, le physicien américain Théodore Maiman obtient pour la première fois une émission laser au moyen d'un cristal de rubis. Un an plus tard, Ali Javan met au point un laser au gaz (hélium et néon) puis en 1966, Peter Sorokin construit le premier laser à liquide.
Les lasers trouvent très tôt des débouchés industriels. La première application fut réalisée en 1965 et consistait à usiner un perçage de 4,7 mm de diamètre et de 2 mm de profondeur dans du diamant avec un laser à rubis. Cette opération était réalisée en 15 min, alors qu’une application classique prenait 24 heures.
En 1963 des chercheurs américains tels que White et Anderholm montrent qu’il est possible de générer une onde de choc à l’intérieur d'un métal à la suite d'une irradiation laser impulsionnelle. Les pressions exercées sont de l’ordre de 1 GPa.
En 1967, Peter Holcroft découpe une plaque d’acier inoxydable de 2,5 mm d'épaisseur à une vitesse de 1 m/min, sous dioxygène avec un laser CO2 de 300 W et conçoit la première tête de découpe.
Bien que les procédés soient démontrés, il faut attendre leurs associations à des machines adaptées pour qu’ils soient implantés en milieu industriel. Ces conditions sont remplies à la fin des années 1970. Et les premières plates-formes industrielles sont implantées en France dès les années 1980. Dès lors le laser s'impose comme outil de production industrielle dans le micro-usinage. Ses principaux avantages sont un usinage à grande vitesse de l'ordre de 10 m/min, sans contact ni usure d'outil.
Le laser devient un moyen de lecture en 1974, avec l'introduction des lecteurs de codes barres. En 1978, les laserdiscs sont introduits, mais les disques optiques ne deviennent d'usage courant qu'en 1982 avec le disque compact. Le laser permet alors de lire un grand volume de données.

## Principe de fonctionnement

Principe de fonctionnement du laser :
1 - milieu excitable
2 - énergie de pompage
3 - miroir totalement réfléchissant
4 - miroir semi-réfléchissant
5 - faisceau laser

### Phénomènes mis en jeu (qualitatif)

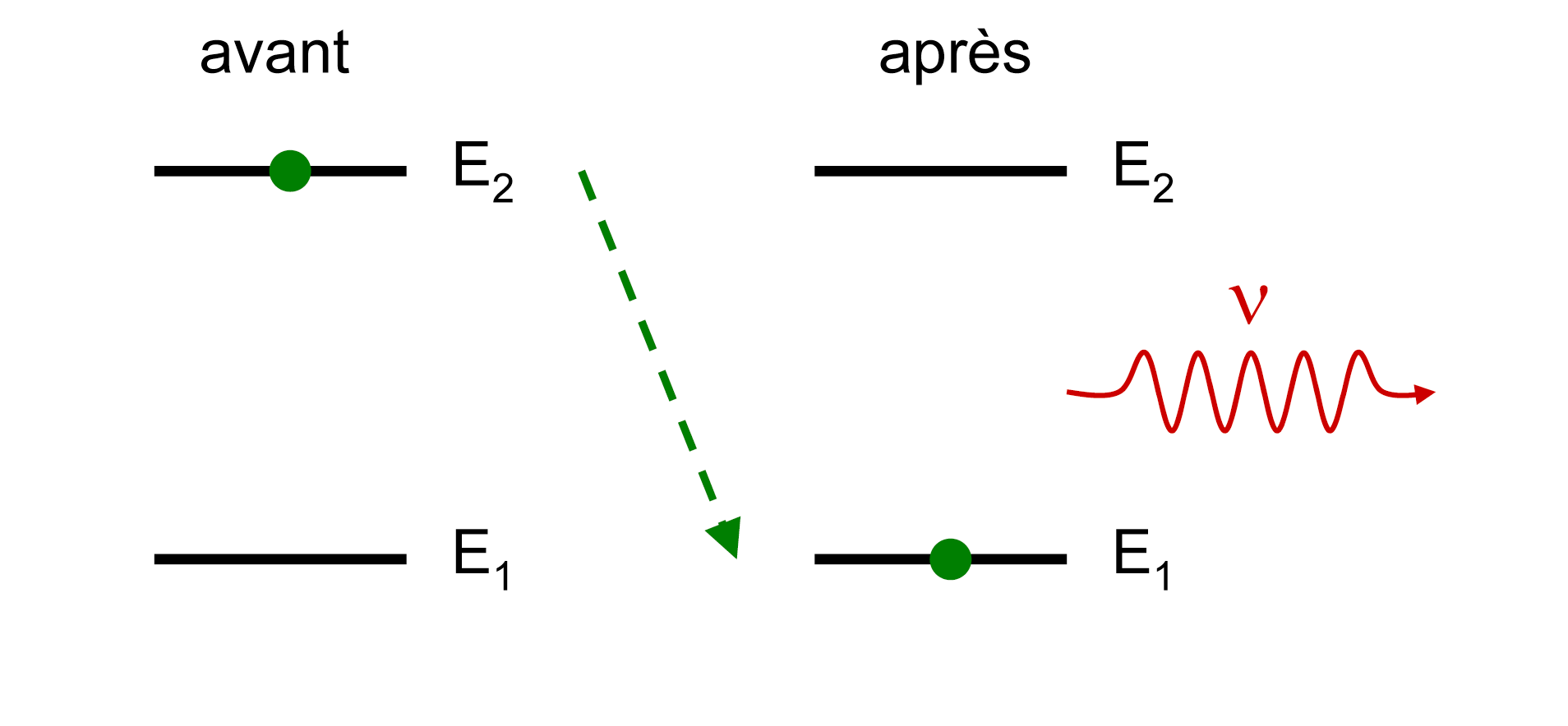
Le phénomène d'émission spontanée. La désexcitation de l'atome se produit de façon spontanée et s'accompagne de l'émission d'un photon dans une direction aléatoire.

Pour comprendre comment fonctionne un laser, il est nécessaire d'introduire le concept de quantification de la matière : les électrons sont répartis sur des niveaux d'énergie discrets (les « couches »). Cette hypothèse est fondamentale et non intuitive : si l'on considère l'image selon laquelle les électrons ne peuvent se trouver que sur certaines orbitales bien précises autour du ou des noyaux atomiques.
Dans la suite, on considérera un atome ne possédant qu'un électron (hydrogène), pour simplifier la discussion. Celui-ci est susceptible de se trouver sur plusieurs niveaux. La connaissance du niveau sur lequel se trouve cet électron définit l'état de l'atome. Ces états sont numérotés par ordre croissant d'énergie avec un nombre entier {\displaystyle n}, pouvant prendre les valeurs {\displaystyle 1}, {\displaystyle 2}... L'état {\displaystyle n=1} est donc l'état d'énergie la plus basse, correspondant à un électron sur l'orbitale la plus proche du noyau.
Venons-en aux principaux processus d'interaction entre la lumière et la matière, à savoir l'absorption, l'émission stimulée et l'émission spontanée.
- L’absorption — Lorsqu'il est éclairé par un rayonnement électromagnétique (la lumière), un atome peut passer d'un état {\displaystyle n} à un état {\displaystyle n'>n}, en prélevant l'énergie correspondante sur le rayonnement. Ce processus est résonnant : la fréquence du rayonnement {\displaystyle \omega } doit être proche d'une fréquence de Bohr atomique pour qu'il puisse se produire. Les fréquences de Bohr atomiques sont définies par {\displaystyle \hbar \omega _{nn'}=(E_{n'}-E_{n})}, où {\displaystyle E_{n'}>E_{n}} sont les énergies des états {\displaystyle n'} et {\displaystyle n}. On peut interpréter ce processus comme l'absorption d'un photon du rayonnement (d'énergie {\displaystyle \hbar \omega =h\nu }) faisant passer l'atome du niveau d'énergie {\displaystyle E_{n}} vers le niveau d'énergie {\displaystyle E_{n'}}. La condition de résonance correspond alors à la conservation de l'énergie.

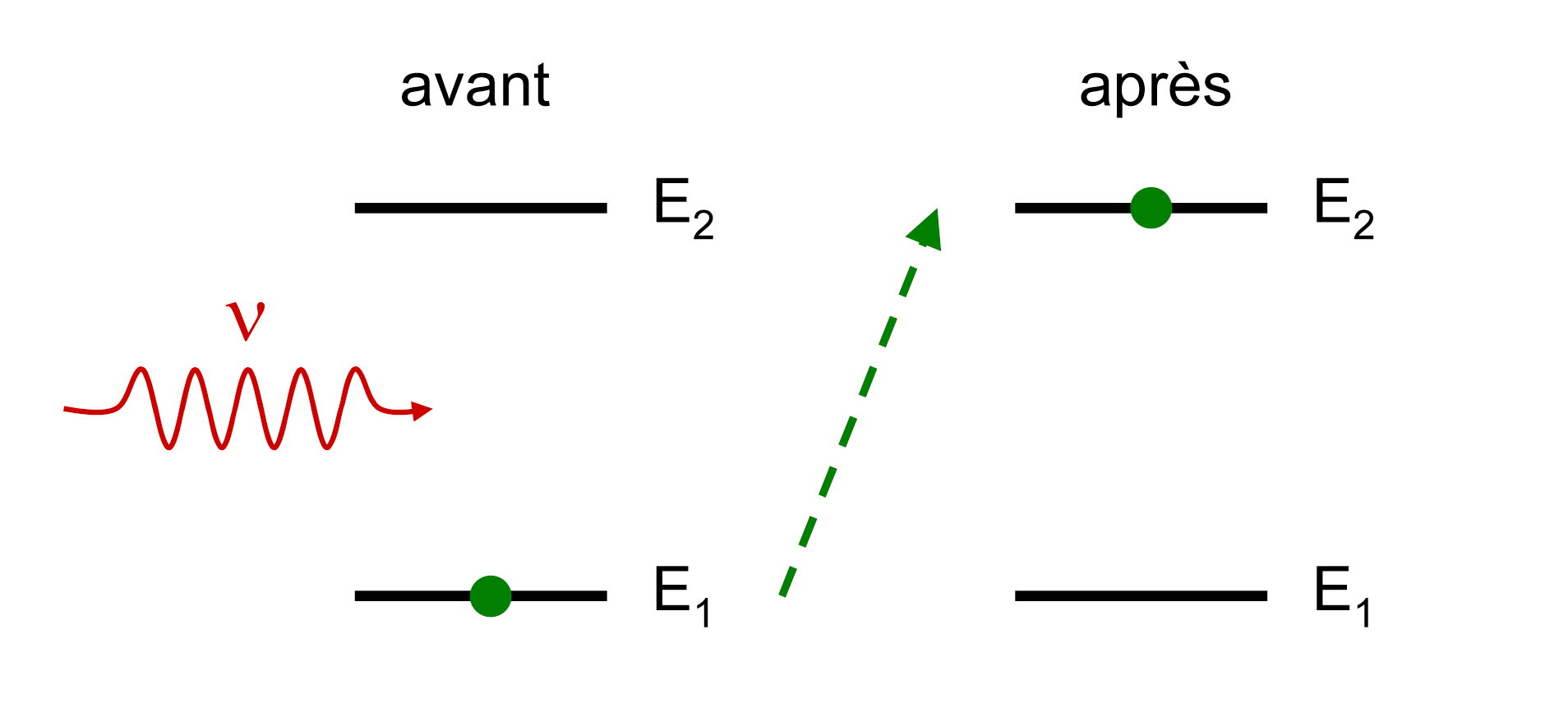
Le phénomène d'absorption. Le photon d'énergie fait passer l'atome de son état fondamental 1 vers l'état excité 2.

- L’émission stimulée — Un atome dans l'état {\displaystyle n'} peut se « désexciter » vers le niveau {\displaystyle n} sous l'effet d'une onde électromagnétique, qui sera alors amplifiée. Comme pour l'absorption, ce processus n'est possible que si la fréquence du rayonnement {\displaystyle \omega } est proche de la fréquence de Bohr {\displaystyle \omega _{nn'}}. On peut l'interpréter comme l'émission d'un photon d'énergie {\displaystyle \hbar \omega } qui vient s'« ajouter » au rayonnement.

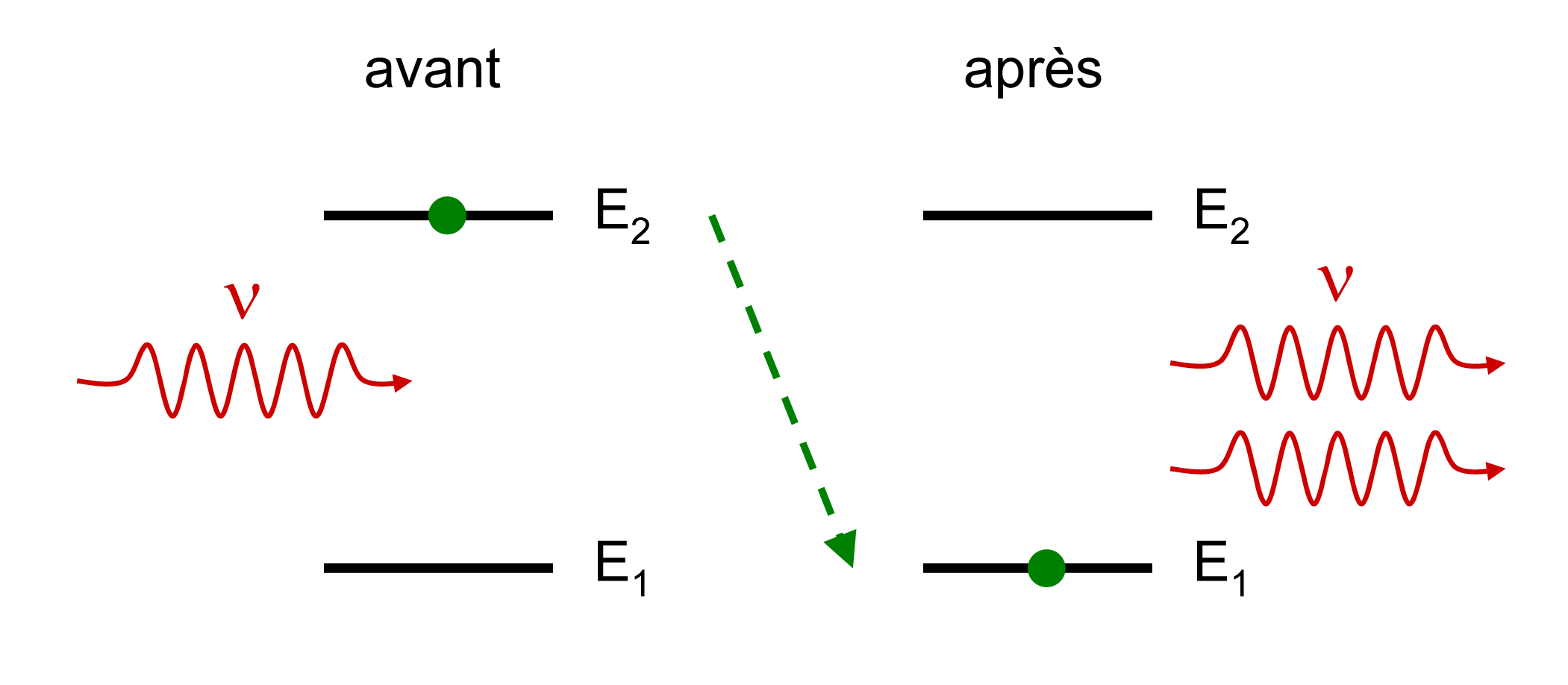
Le phénomène d'émission stimulée. La désexcitation de l'atome est stimulée par l'arrivée du photon incident. Le photon émis vient s'ajouter au champ incident : il y a amplification.

- L’émission spontanée — Ce processus est le symétrique de l'absorption : un atome dans un état excité {\displaystyle n'} peut se désexciter vers un état {\displaystyle n}, même en l'absence de rayonnement. Le rayonnement est émis dans une direction aléatoire avec une phase aléatoire, et sa fréquence est égale à la fréquence de Bohr {\displaystyle \omega _{nn'}}. On peut interpréter ce processus comme l'émission d'un photon d'énergie {\displaystyle \hbar \omega _{nn'}} dans une direction aléatoire.

#### Inversion de population (qualitatif)
Considérons un ensemble d'atomes à deux niveaux. Si on envoie un champ sur un ensemble d'atomes dans l'état « haut », le phénomène privilégié sera l'émission stimulée et le champ sera amplifié. Pour réaliser un amplificateur optique, il faut donc trouver le moyen d'exciter les atomes vers l'état d'énergie supérieure. De façon plus générale, si certains atomes sont dans l'état fondamental « bas », des photons peuvent être également absorbés, ce qui diminue l'intensité du champ. Il n'y aura amplification que si les atomes sont plus nombreux à être dans l'état « haut » (susceptible d'émettre) que dans l'état « bas » (susceptible d'absorber) : il est nécessaire d'avoir une « inversion de population ».
Cependant, à l'équilibre thermodynamique, l'état le plus bas est toujours le plus peuplé. Au mieux, les populations oscillent entre les deux niveaux (Oscillations de Rabi). Pour maintenir une inversion de population, il est nécessaire de fournir constamment un apport d'énergie extérieure aux atomes, pour ramener dans l'état supérieur ceux qui sont repassés dans l'état fondamental après l'émission stimulée : c'est le « pompage ». Les sources d'énergie extérieures peuvent être de différents types, par exemple un générateur électrique, ou un autre laser (pompage optique). L'amplificateur est donc un ensemble d'atomes ou molécules que l'on fait passer d'un état fondamental ou faiblement excité {\displaystyle n} à un état plus fortement excité {\displaystyle n'}, au moyen d'une source d'énergie extérieure (pompage). Ces atomes peuvent alors se désexciter vers l'état {\displaystyle n}, en émettant des photons de fréquence proche de {\displaystyle \omega _{nn'}}. Ainsi un rayonnement de fréquence {\displaystyle \omega \simeq \omega _{nn'}} passant à travers ce milieu peut être amplifié par des processus d'émission stimulée.

### Physique de l'effet laser: interaction lumière/matière
Pour obtenir les équations détaillées de l'effet Laser puis de la cavité Laser elle-même, il est nécessaire de faire appel de manière plus quantitative à la physique quantique. Il existe alors deux degrés de quantification dans l'interaction lumière (faisceau laser)/matière (atomes de la cavité), qui chacun, permettent de mieux comprendre la physique de l'effet laser :
- modèle semi-classique : quantification des atomes mais champ électromagnétique classique pour la lumière ;
- modèle complètement quantique : quantification des atomes et de la lumière (seconde quantification).

#### Interaction semi-classique: compréhension générale de l'effet laser
Le modèle semi-classique permet à lui-seul de comprendre d'où vient l'effet Laser et d'obtenir les "équations de taux" qui régissent les populations d'atomes au sein de la cavité Laser.

##### Interaction atome quantifié/champ classique
Les atomes étant quantifiés, le formalisme de la mécanique hamiltonienne est nécessaire. Dans l'approximation d'un système à deux niveaux d'énergie pour les atomes, l'effet du champ électrique extérieur (la lumière, considérée comme monochromatique de pulsation {\displaystyle \omega }) consiste en des Oscillations de Rabi des atomes entre ces deux niveaux.
Ces oscillations engendrées par la lumière sont la conséquence directe de la compétition entre l'émission stimulée et le phénomène d'absorption décrits plus haut, et sont décrites par la probabilité pour un atome présent en {\displaystyle \mathbf {r} _{0}} de passer de {\displaystyle E_{1}} au temps {\displaystyle t_{0}} à {\displaystyle E_{2}} au temps t :
où
{\displaystyle \Omega _{1}^{2}=2\left({\dfrac {d}{\hbar }}\right)^{2}I(\mathbf {r} _{0})}, avec I, l'intensité du champ électrique incident et d, la valeur du dipôle atomique ;
et
{\displaystyle \delta =\omega -\omega _{0}} avec
{\displaystyle \hbar \omega _{0}=E_{b}-E_{a}}
Ainsi, ce modèle semi-classique ne permet pas d'obtenir l'inversion de population nécessaire à l'effet laser : ces oscillations sinusoïdales montrent que le système "ne choisit pas" entre l'émission stimulée et l'absorption.
Si l'on veut expliquer l'effet laser tout en gardant ce modèle semi-classique, il faut donc introduire de manière ad hoc l'émission spontanée qui ne peut être expliquée sans seconde quantification.

##### Inversion de population
Dans le cas d'un modèle de transition entre 2 niveaux bas et haut, notés respectivement {\displaystyle N_{1}} et {\displaystyle N_{2}}, la population de l'état haut doit être supérieure à la population de l'état bas pour qu'il y ait émission : {\displaystyle N_{1}\leq N_{2}}.
L'évolution de la population de l'état haut est donnée par une loi de décroissance exponentielle : {\displaystyle N_{2}(t)=N_{2,{\text{ initial}}}\times e^{-At}}.

### Fonctionnement de la cavité laser
Pour un matériau donné, la différence de population entre l'état haut et l'état bas {\displaystyle \Delta N=N_{2}-N_{1}} donne le caractère du milieu vis-à-vis du pompage optique : si {\displaystyle \Delta N>0} le milieu est amplificateur, si {\displaystyle \Delta N<0} le milieu est absorbant et dans le cas {\displaystyle \Delta N=0} le milieu est transparent. Un laser ne lase que dans le cas où le milieu est amplificateur.

#### Principe général
Un laser est donc, fondamentalement, un amplificateur de lumière dont la sortie est réinjectée à l'entrée. Son alimentation en énergie est la source du pompage, la sortie est le rayonnement laser qui est réinjecté à l'entrée par les miroirs de la cavité résonnante, le mécanisme de l'amplification étant l'émission stimulée.

Principe de fonctionnement d'un laser.

On peut comparer ce processus à l'effet Larsen, qui se produit lorsqu'un amplificateur (la chaîne hifi) voit sa sortie (le haut-parleur) « branchée » sur l'entrée (le micro). Le moindre bruit capté par le micro est amplifié, émis par le haut-parleur, capté par le micro, ré-amplifié jusqu'à la saturation du système (quand celui-ci fournit l'énergie maximum possible par sa conception). Dans un laser, cette énergie maximale est limitée par la puissance de la source de pompage, et par le nombre d'atomes qui peuvent être simultanément excités.
Dans l'effet Larsen, la fréquence du son produit dépend du spectre des fréquences amplifiées correctement par l'amplificateur et du temps que met le son pour parcourir la boucle sonore (qui n'est pas une valeur unique étant donné que le local induit diverses réflexions et des trajets sonores de longueur différente). Dans un laser, il se passe la même chose si ce n’est que le spectre de l'amplificateur n'est pas une plage la plus plate possible mais est restreint aux bandes de fréquences correspondant aux niveaux d'excitation des différents atomes présents, et la boucle correspond à la longueur de la cavité résonante.

#### Stabilité d'une cavité laser: conditions sur le gain

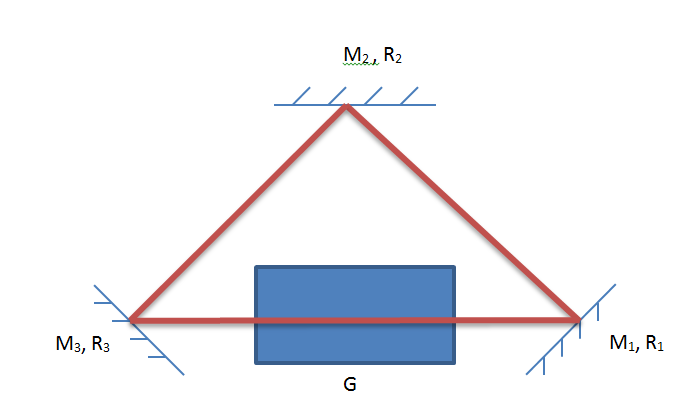
Exemple de cavité laser à 3 miroirs.

Le gain d'un laser à {\displaystyle N} miroirs notés {\displaystyle M_{1},M_{2},...,M_{N}} de coefficients de réflexion respectifs {\displaystyle R_{1},R_{2},...,R_{N}} contenant un matériau amplificateur pompé de gain {\displaystyle G} est donné par l'évolution de l'intensité dans la cavité itération après itération. Si à un instant {\displaystyle t_{0}} l'intensité dans la cavité vaut {\displaystyle I_{0}} alors après un tour de cavité l'intensité vaut {\displaystyle I_{1}=I_{0}\times G\times \prod _{j=1}^{n}R_{j}}
On peut alors distinguer 3 cas selon la valeur de {\displaystyle G\times \prod _{j=1}^{n}R_{j}} :
- Si {\displaystyle G\times \prod _{j=1}^{n}R_{j}<1} alors l'intensité diminue à chaque tour de cavité laser et il n'y a pas d'émission laser
- Si {\displaystyle G\times \prod _{j=1}^{n}R_{j}=1} alors l'intensité reste stable et l'oscillation est entretenue
- Si {\displaystyle G\times \prod _{j=1}^{n}R_{j}>1} alors l'intensité augmente jusqu'à atteindre une valeur de saturation.

#### Stabilité d'une cavité laser: conditions sur le front d'onde

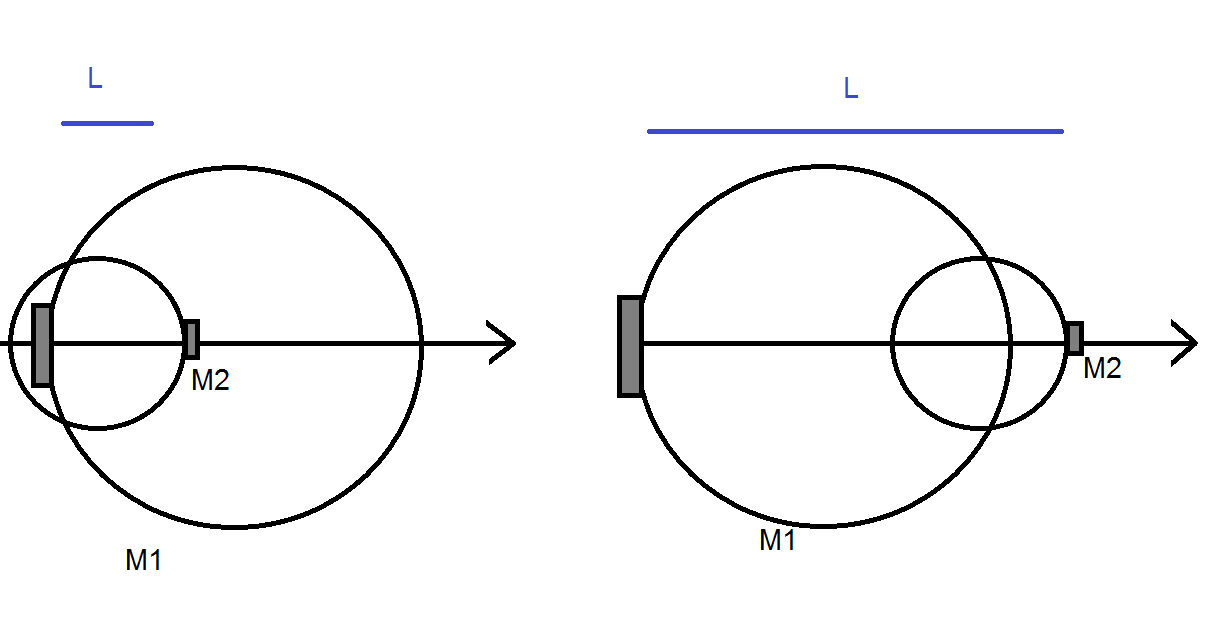
Conditions de stabilité d'une cavité laser à 2 miroirs.

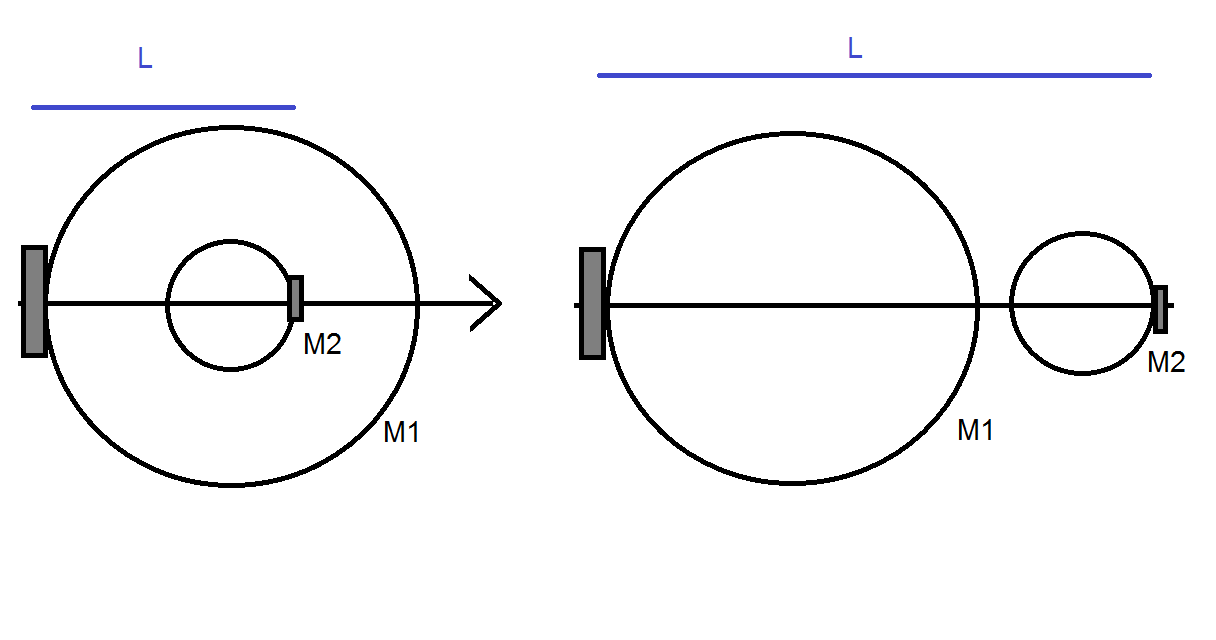
Conditions d'instabilité d'une cavité laser à 2 miroirs.

Une cavité laser est considérée stable si le front d'onde peut se propager sans déformation. Dans le cas d'une cavité laser à 2 miroirs, les conditions de stabilité d'un laser sont liées à la distance {\displaystyle L} entre les miroirs de la cavité par rapport aux rayons de courbure des 2 miroirs. Pour 2 miroirs de rayons de courbure respectifs {\displaystyle R_{c1}} et {\displaystyle R_{c2}} avec {\displaystyle R_{c1}\leq R_{c2}}, pour un faisceau gaussien :
- La cavité est stable si {\displaystyle 0\leq L\leq R_{c1}} ou bien {\displaystyle R_{c2}\leq L\leq R_{c1}+R_{c2}}
- La cavité est instable si {\displaystyle R_{c1}<L<R_{c2}} ou bien {\displaystyle L>R_{c1}+R_{c2}}

#### Équations de taux

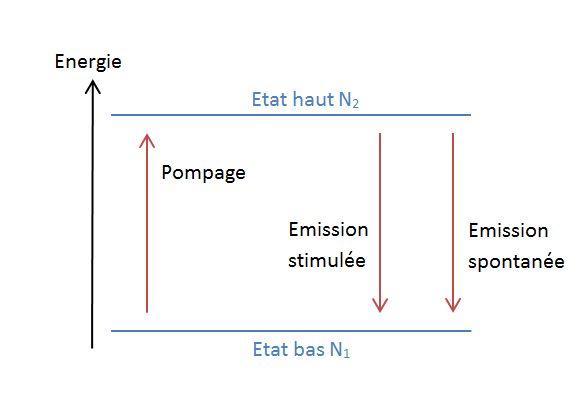
Description d'un système à 2 niveaux pour l'écriture des équations de taux.

Les équations de taux (Rate equations en anglais) désignent des équations de conservation de population des états haut et bas respectivement. Elles établissent que la variation de la population d'un état correspond à la différence entre la quantité d'atomes qui rejoint cet état et la quantité d'atomes qui changent d'état.
Dans le cas particulier d'un système à 2 niveaux, pour les deux états haut et bas ({\displaystyle N_{2}} et {\displaystyle N_{1}}), en considérant un terme d'émission spontanée de probabilité {\displaystyle A}, et un terme de pompe de probabilité {\displaystyle \sigma _{p}I_{p}} où {\displaystyle \sigma _{p}} désigne la section illuminée par le flux de pompe et {\displaystyle I_{p}} désigne l'intensité du flux de pompe, alors :
{\displaystyle {\frac {dN_{1}}{dt}}(t)=\sigma _{p}I_{p}N_{2}(t)+AN_{2}(t)-\sigma _{p}I_{p}N_{1}(t)}
et {\displaystyle {\frac {dN_{2}}{dt}}(t)=-{\frac {dN_{1}}{dt}}(t)}

## Types de lasers
On classe les lasers selon six familles, en fonction de la nature du milieu excité. Par ailleurs, les lasers peuvent être aussi bien continus que fonctionner dans un régime impulsionnel, auquel cas on pourra les qualifier également selon la durée caractéristique de leurs impulsions (lasers continus / lasers picosecondes / lasers femtosecondes).

### Cristallins (à solide, ou ioniques)

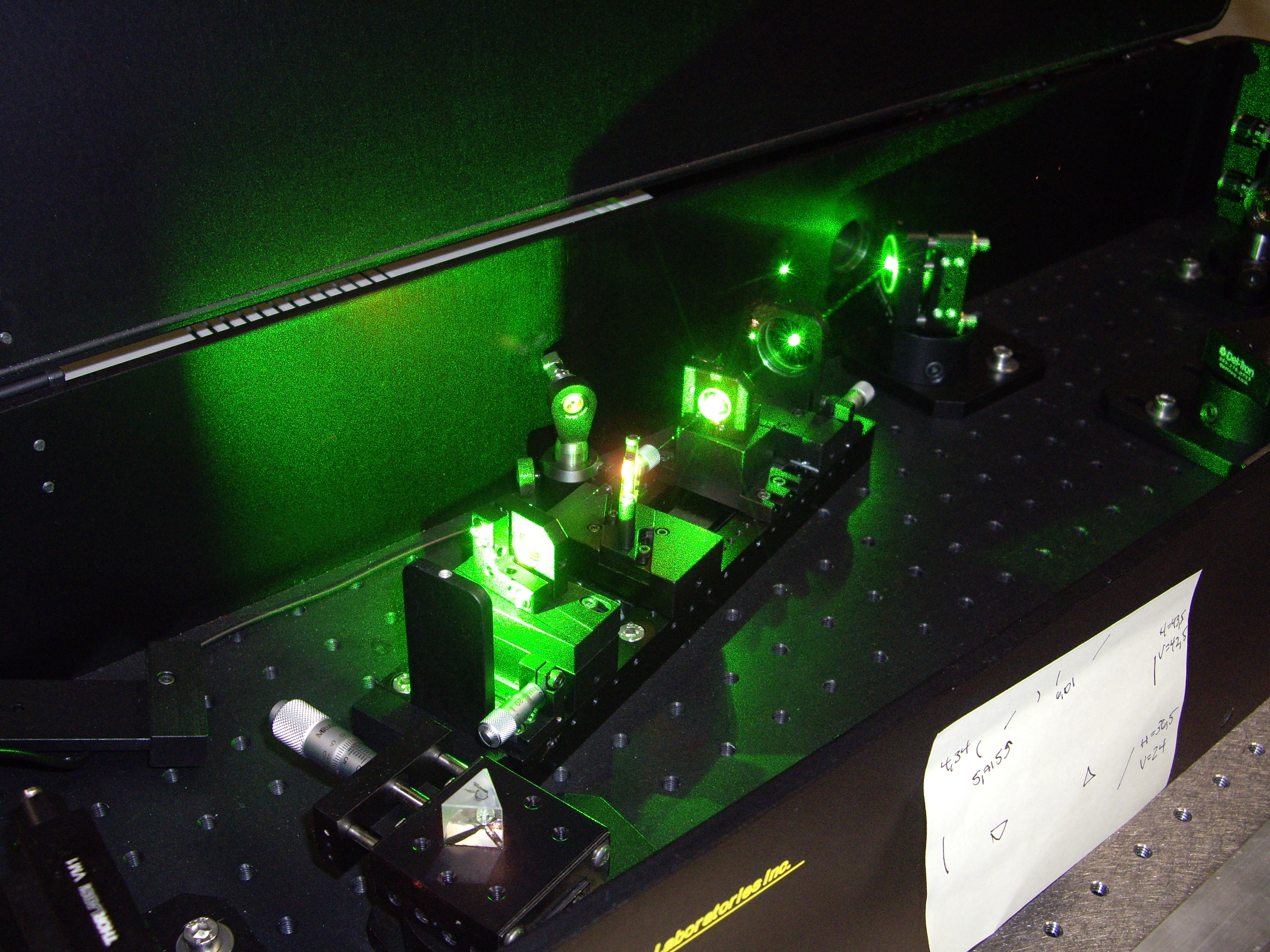
Cristal de saphir dopé au titane pompé par un laser vert.

Ces lasers utilisent des milieux solides, tels que des cristaux ou des verres comme milieu d'émission des photons. Le cristal ou le verre n'est que la matrice et doit être dopé par un ion qui est le milieu laser. Le plus ancien est le laser à rubis dont l'émission provient de l'ion Cr3+. D'autres ions sont très utilisés (la plupart des terres rares : Nd, Yb, Pr, Er, Tm…, le titane et le chrome, entre autres). La longueur d'onde d'émission du laser dépend essentiellement de l'ion dopant, mais la matrice influe aussi. Ainsi, le verre dopé au néodyme n'émet pas à la même longueur d'onde (1 053 nm) que le YAG dopé au néodyme (1 064 nm). Ils fonctionnent en continu ou de manière impulsionnelle (impulsions de quelques microsecondes à quelques femtosecondes—millionième de milliardième de seconde). Ils sont capables d'émettre aussi bien dans le visible, le proche infrarouge que l'ultraviolet.
Le milieu amplificateur peut être un barreau dans le cas d'un laser Nd-YAG (donc dopé au Nd et la matrice est du YAG : un grenat d'aluminium et d'yttrium), mais il peut aussi se présenter sous la forme d'une fibre dans le cas des lasers à fibre (donc dopé au Yb et la matrice est en silice). Aujourd'hui, le milieu amplificateur le plus utilisé pour générer des impulsions femtosecondes est le saphir dopé titane. Il possède deux bandes d'absorption centrées à 488  et   560 nm. Il possède un large spectre d'émission centré à 800 nm.
Dans la limite de l'obtention d'une dimension de cristal de qualité optique acceptable, ces lasers permettent d'obtenir des puissances de l'ordre du kW en continu et du GW en pulsé. Ils sont utilisés pour des applications tant scientifiques qu'industrielles, en particulier pour la soudure, le marquage et la découpe de matériaux.

### À fibre
Ce type de laser ressemble au laser à l'état solide. Ici le milieu amplificateur est une fibre optique dopée avec des ions de terres rares. La longueur d'onde obtenue dépend de l'ion choisi (Samarium 0,6 µm ; Ytterbium 1,05 µm ; Erbium 1,55 µm ; Thulium 1,94 µm ; Holmium 2,1 µm). Cette technologie est relativement récente (le premier date de 1964), mais il existe aujourd'hui des lasers monomodes dont la puissance est de l'ordre de la dizaine de kilowatts. Ces lasers ont l'avantage de coûter moins cher, de posséder un encombrement réduit et d'être résistants aux vibrations. Par ailleurs il n'est pas nécessaire de les refroidir en dessous de 10 kW,.

### À colorants (moléculaires)
Dans les lasers à liquide, le milieu d'émission est un colorant organique (rhodamine 6G par exemple) en solution liquide enfermé dans une fiole de verre. Le rayonnement émis peut aussi bien être continu que discontinu suivant le mode de pompage. Les fréquences émises peuvent être réglées à l'aide d'un prisme régulateur, ce qui rend ce type d'appareil très précis. Le choix du colorant détermine essentiellement la gamme de couleur du rayon qu'il émettra. La couleur (longueur d'onde) exacte peut être réglée par des filtres optiques.

### À gaz (atomiques ou moléculaires)
Le milieu générateur de photons est un gaz contenu dans un tube en verre ou en quartz. Le faisceau émis est particulièrement étroit et la fréquence d'émission est très peu étendue. Les exemples les plus connus sont les lasers à hélium-néon (rouge à 632,8 nm), utilisés dans les systèmes d'alignement (travaux publics, laboratoires), et les lasers pour spectacles.
Les lasers à dioxyde de carbone sont capables de produire de très fortes puissances (fonctionnement en impulsion) de l'ordre de 106 W. C'est le marquage laser le plus utilisé dans le monde. Le laser CO2 (infrarouge à 10,6 µm) peut être, par exemple, utilisé pour la gravure ou la découpe de matériaux.
Il existe aussi une sous-famille des lasers à gaz : les lasers excimers qui émettent dans l'ultraviolet. Dans la majorité des cas, ils sont composés d'au moins un gaz noble et habituellement d'un gaz halogène.
Le terme « excimer » vient de l'anglais excited dimer qui signifie une molécule excitée composée de deux atomes identiques (ex. : Xe2). Or certains lasers dits excimères utilisent des exciplexes qui sont des molécules composées de deux atomes différents (par exemple, gaz noble et halogène : ArF, XeCl). On devrait donc les nommer lasers exciplexes plutôt que lasers excimères.
L'excitation électrique du mélange produit ces molécules exciplexes qui n’existent qu'à l'état excité. Après émission du photon, l'exciplexe disparaît car ses atomes se séparent, donc le photon ne peut être réabsorbé par l'excimer non excité, ce qui permet un bon rendement au laser.
Exemple : Lasik
Enfin, la source de rayonnement des lasers dits « chimiques » est une réaction, le plus souvent exothermique, émettant un rayonnement électromagnétique.
Exemple : COIL, Laser Miracl

### Diode laser
Dans une diode laser (ou laser à semi-conducteur), le pompage se fait à l'aide d'un courant électrique qui enrichit le milieu générateur en trous (un trou est une zone du cristal avec une charge positive car il manque un électron) d'un côté et en électrons supplémentaires de l'autre. La lumière est produite au niveau de la jonction par la recombinaison des trous et des électrons. Souvent, ce type de laser ne présente pas de miroirs de cavité : le simple fait de cliver le semi-conducteur, de fort indice optique, permet d'obtenir un coefficient de réflexion suffisant pour déclencher l'effet laser.
C'est ce type de laser qui représente l'immense majorité (en nombre et en chiffre d'affaires) des lasers utilisés dans l'industrie. En effet, ses avantages sont nombreux : tout d'abord, il permet un couplage direct entre l'énergie électrique et la lumière, d'où les applications en télécommunications (à l'entrée des réseaux de fibres optiques). De plus, cette conversion d'énergie se fait avec un bon rendement (de l'ordre de 30 à 40 %). Ces lasers sont peu coûteux, très compacts (la zone active est micrométrique, voire moins, et l'ensemble du dispositif a une taille de l'ordre du millimètre). On sait maintenant fabriquer de tels lasers pour obtenir de la lumière sur quasiment tout le domaine visible, mais les lasers délivrant du rouge ou du proche infrarouge restent les plus utilisés et les moins coûteux. Leurs domaines d'applications sont innombrables : lecteurs optiques (CD), télécommunications, imprimantes, dispositifs de « pompage » pour de plus gros lasers (de type lasers à solide), pointeurs, etc. Noter que la réglementation en vigueur en France interdit d'en fabriquer éclairant au-delà de 1 000 mètres.
Ils ont quelques inconvénients tout de même, la lumière émise étant en général moins directionnelle et moins « pure » spectralement que celle d'autres types de lasers (à gaz en particulier) ; ce n'est pas un problème dans la majorité des applications.
Un dispositif très proche dans son fonctionnement, mais qui n'est pas un laser, est la DEL : le dispositif de pompage est le même, mais la production de lumière n'est pas stimulée, elle est produite par désexcitation spontanée, de sorte que la lumière produite ne présente pas les propriétés de cohérence caractéristiques du laser.

### À électrons libres (LEL)
Ce type de laser est très particulier, car son principe est tout à fait différent de celui exposé plus haut. La lumière n'y est pas produite par des atomes préalablement excités, mais par un rayonnement synchrotron produit par des électrons accélérés. Un faisceau d'électrons, provenant d'un accélérateur à électrons, est envoyé dans un onduleur créant un champ magnétique périodique (grâce à un assemblage d'aimants permanents). Cet onduleur est placé entre deux miroirs, comme dans le schéma d'un laser conventionnel : le rayonnement synchrotron est amplifié et devient cohérent, c’est-à-dire qu'il acquiert les caractéristiques de la lumière produite dans les lasers.
Il suffit de régler la vitesse des électrons pour fournir une lumière de fréquence ajustée très finement sur une très large gamme, allant de l'infrarouge lointain (térahertz) aux rayons X, et la puissance laser peut être également ajustée par le débit d'électrons jusqu'à des niveaux élevés. On peut également disposer d'impulsions laser d'intervalle court et précis. Tout cela rend ce type de laser très polyvalent, et très utile dans les applications de recherche. Il est cependant plus coûteux à produire car il est nécessaire de construire un accélérateur de particules.

### Téramobile
Le laser téramobile est un dispositif mobile qui délivre des impulsions laser ultrapuissantes et ultrabrèves. Le laser téramobile peut servir à détecter et mesurer des polluants atmosphériques ou à frayer à la foudre un chemin rectiligne.

### Organiques
Un laser organique est un laser qui utilise un matériau organique (une base carbone) comme milieu à gain.

## Sécurité et réglementation

Symbole de danger.

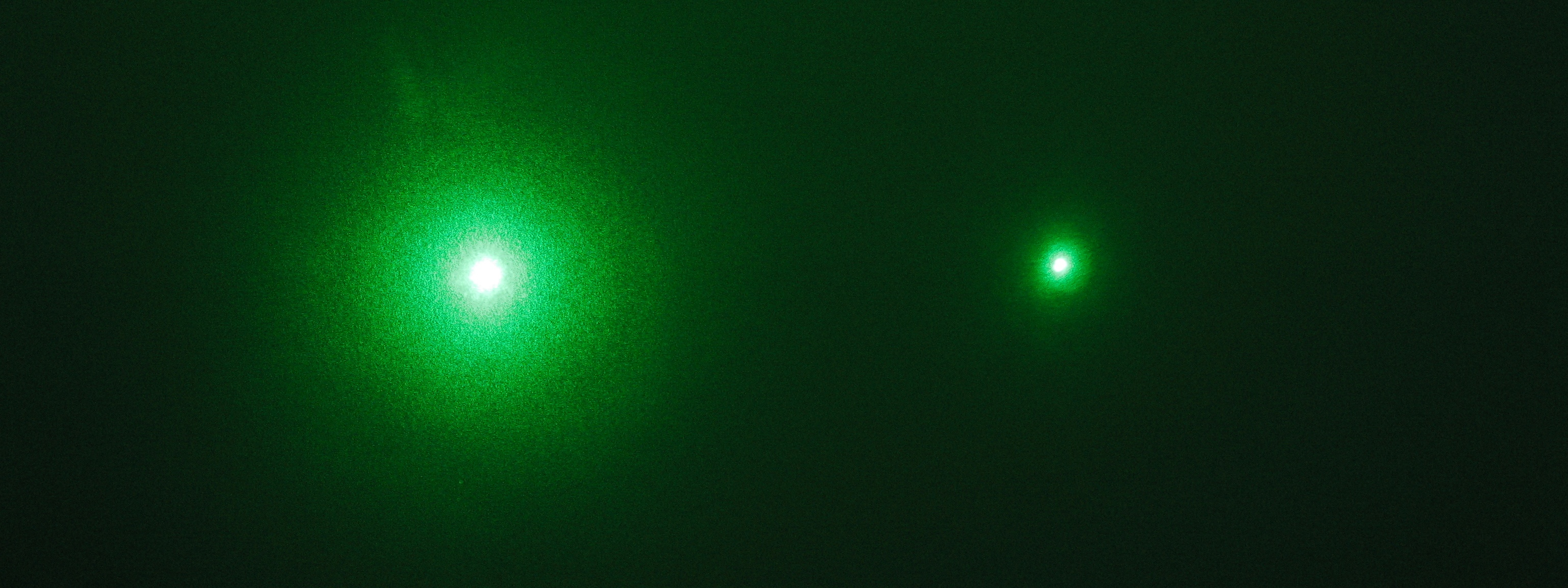
Laser vert classe IIIB contre classe IIIR.

Selon la puissance et la longueur d'onde d'émission du laser, celui-ci peut représenter un réel danger pour la vue et provoquer des brûlures irréparables de la rétine. 
Pour des questions de sécurité, la législation française interdit l'utilisation de lasers de classe supérieure à 2 en dehors d'une liste d'usages spécifiques autorisés,.
En Europe le danger présenté par les appareils à laser est évalué au travers de la norme EN 60825-1. Cette norme classe les lasers et les appareils à laser selon leur degré de danger comme suit :
- Classe 1 : lasers sans danger, à condition de les utiliser dans leurs conditions raisonnables prévisibles (exemples : imprimantes, lecteurs de CD-ROM et lecteurs de DVD).
- Classe 1M : lasers dont la vision directe dans le faisceau, notamment à l’aide d’instruments optiques, peut être dangereuse.
- Classe 1C : appareil à laser destiné à être appliqué en contact avec la cible prévue, les protections empêchant la fuite d'un rayonnement. Le laser inclus dans l'appareil peut cependant être de classe supérieure. La cible peut être la peau humaine (exemple : épilateur laser).
- Classe 2 : lasers qui émettent un rayonnement visible dans la gamme de longueur de 400  à   700 nm. La protection de l’œil est normalement assurée par les réflexes de défense comprenant le réflexe palpébral, clignement de la paupière (par exemple, des lecteurs de code-barres).
- Classe 2M : lasers qui émettent un rayonnement visible dans la gamme de longueur de 400  à   700 nm. Lasers dont la vision directe dans le faisceau, notamment à l’aide d’instruments optiques, peut être dangereuse (exemples : loupes et télescopes).
- Classe 3R : lasers dont l’exposition directe dépasse l’EMP (Exposition Maximale Permise) pour l’œil, mais dont le niveau d’émission est limité à cinq fois la LEA (Limite d’Émission Accessible) des classes 1 et 2. L'exposition peut être dangereuse pour une exposition oculaire dans la condition la plus défavorable.
- Classe 3B : laser dont la vision directe du faisceau est toujours dangereuse. La vision de réflexions diffuses est normalement sans danger.
- Classe 4 : lasers qui sont aussi capables de produire des réflexions diffuses dangereuses. Ils peuvent causer des dommages sur la peau et peuvent également constituer un danger d’incendie. Leur utilisation requiert des précautions extrêmes.

Les classes ont été déterminées en fonction des lésions que peut provoquer un laser, elles varient en fonction de la fréquence du laser. Les lasers infrarouge (IR B et IR C) et ultraviolet (UV) provoquent des lésions de la cornée, du cristallin ou des lésions superficielles de la peau, tandis que les lasers visible et proche infrarouge (IR A) peuvent atteindre la rétine et l'hypoderme.
Dans le domaine visible, pour un laser continu, les classes sont :
- Classe 1 : jusqu'à 0,39 mW.
- Classe 2 : de 0,39 mW à 1 mW.
- Classe 3R : de 1 à 5 mW.
- Classe 3B : de 5 à 500 mW.
- Classe 4 : au-delà de 500 mW.

En France, la norme européenne NF EN 60825-1 est également utilisée par la DGCCRF.

## Applications
Les applications lasers utilisent les propriétés de cohérence spatiale et temporelle du laser. Elles peuvent être classées plus ou moins en fonction de la réflexion ou de l'absorption du laser. Ainsi, deux grandes familles apparaissent, celle contenant des applications de transfert d'information, et celle traitant d'un transfert de puissance.

### Transfert d'information
- Holographie
- Lecture et enregistrement de support optique numérique (CD, DVD, Laser Disc…)
- Électrophotographie (ou « xérographie »), procédé des imprimantes laser
- Télécommunications via réseaux de fibres optiques
- Transmission inter-satellitaire
- Désignateur laser de cibles lors d'attaques par des munitions guidées

### Métrologie
- Télédétection
- Collimation d'instrument optique (exemple : télescope newton)
- Granulométrie et vélocimétrie
- Mesure de distance (télémétrie par interférométrie)
- Vibrométrie
- Étude de l'atmosphère (Lidar)
- Métrologie des fréquences optiques
- Caractérisation des matériaux par ellipsométrie ou spectroscopie
- Visualisation d’écoulements (tomographie laser)

### Transfert de puissance
- Refroidissement d'atomes par laser
- Imprimerie : périphériques d'écriture de plaques offset (CtP)
- Centrale solaire orbitale
- Transmission d'énergie sans fil

### Procédés laser et matériaux
- Fusion superficielle de matériaux
- Soudure de matériau homogène ou hétérogène
- Découpe
- Perçage par percussion mécanique
- Fabrication additive
- Décapage de surface
- Durcissement de surface
- Choc par ablation laser (test d'adhérence à l'interface de matériaux hétérogènes…)
- Dopage laser des semi-conducteurs[20]

### Interaction laser/matière: phénomènes physiques
- Photoacoustique
- Acousto-optique (voir aussi Modulateur acousto-optique)
- Fluorescence induite par laser
- Diffusion dynamique de la lumière
- Accélération laser-plasma
- Filamentation laser

### Applications médicales
- Ophtalmologie
- Dermatologie : épilation laser, détatouage laser, ...
- Dentisterie : laser dentaire Erbium, laser dentaire YAP
- Physiothérapie (débridement)
- Trépanation
- traitement de certains types de douleurs avec un laser basse énergie : l'efficacité semble probante mais le mécanisme d'action reste inconnu[21].
- Urologie : traitement de l'hypertrophie bénigne de la prostate, destruction de calculs urinaires, destruction de tumeurs urothéliales, destruction de condylomes

### Nucléaire
- Fusion nucléaire contrôlée laser Mégajoule

### Applications militaires

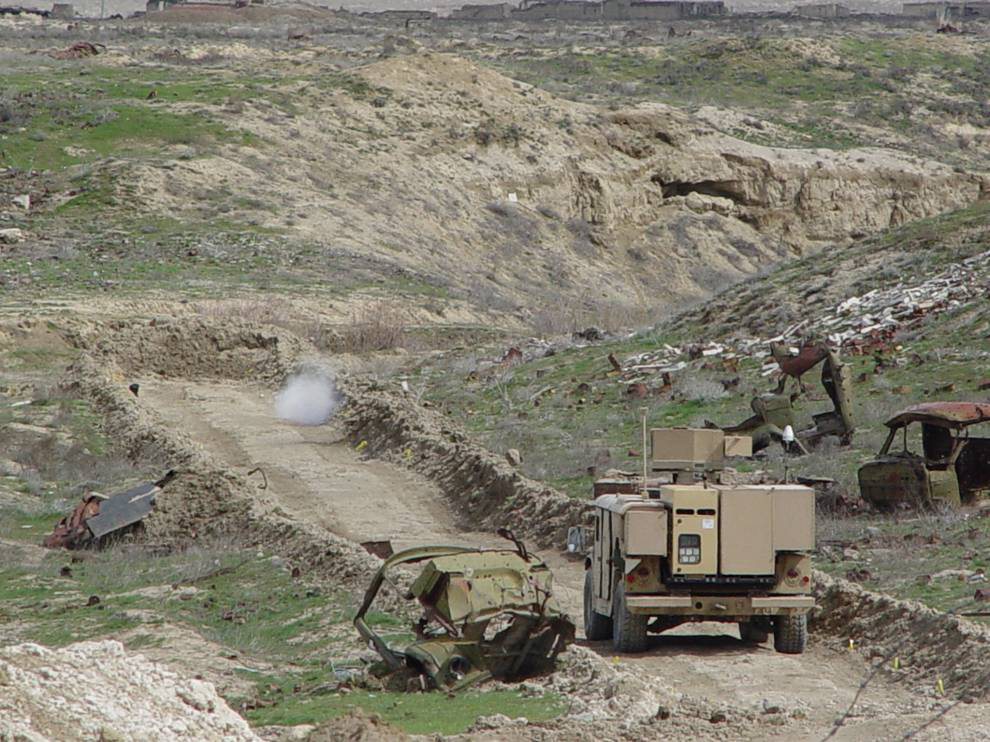
Un détruisant un engin explosif improvisé.

- Armes anti-satellite, anti-missile, incapacitantes, déminage... (Boeing YAL-1 ; IDS dit Programme StarWars)
- Pod de désignation laser
- Aide à la visée

### Applications civiles
- Allumage de moteur

### Applications policières
- Utilisation pour la détection d'empreintes latentes dans le domaine de la criminalistique[22],[23]
- Cinémomètre laser portable et autonome qui permet de détecter la vitesse des véhicules sur une voie ouverte à la circulation publique[24]

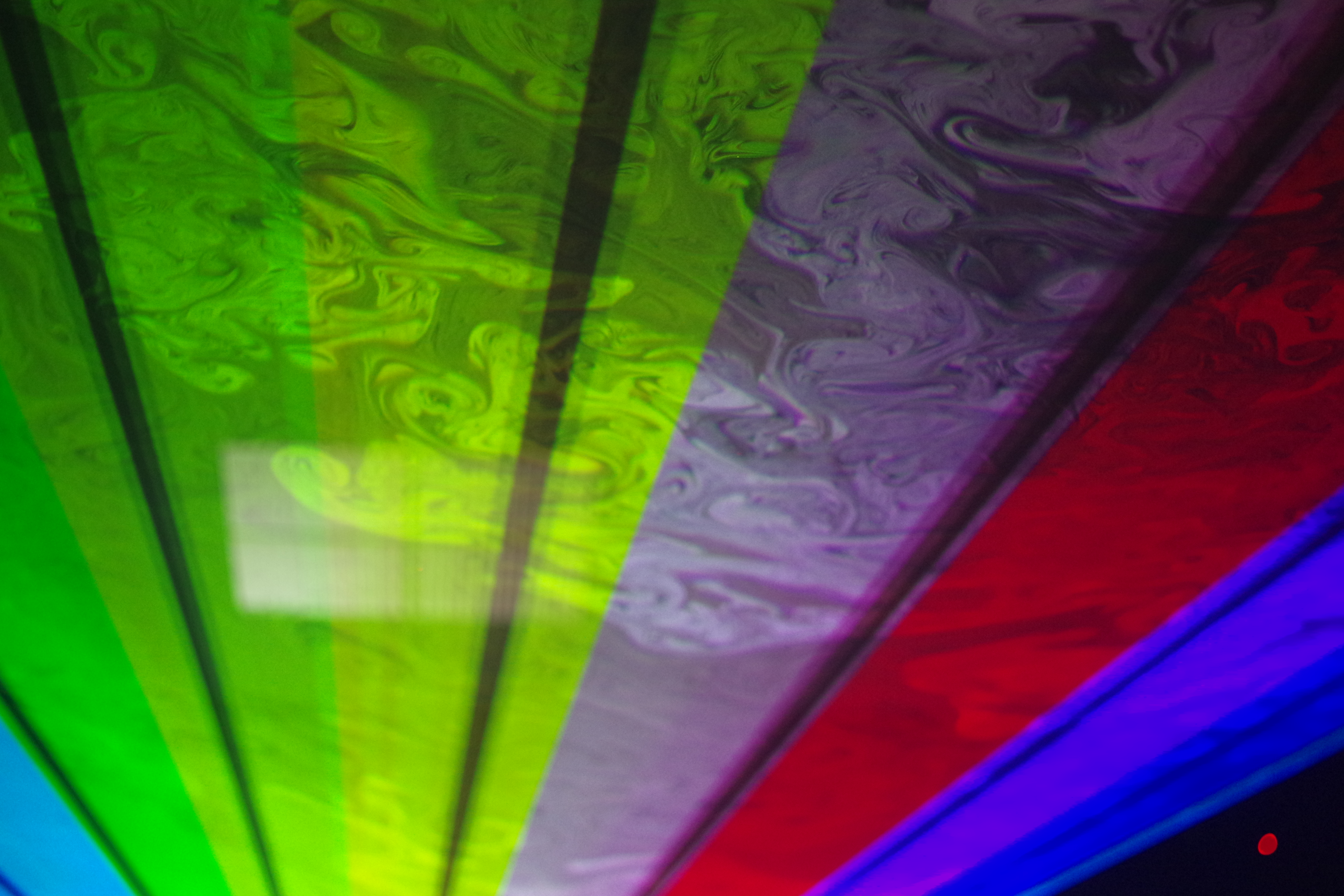
Show Laser, effet volumétrique.

### Artistique
- Spectacle « son et lumière »
- Harpe laser
- Projection d'image sur écran dans les salles de cinéma numérique